# F-1 Trillion
F-1 Trillion är det sjätte studioalbumet av den amerikanska sångaren Post Malone. Albumet släpptes den 16 augusti 2024 och föregicks av tre singlar; I Had Some Help (med Morgan Wallen), Pour Me a Drink (med Blake Shelton) och Guy For That (med Luke Combs). Albumet innehåller flertalet samarbeten, bland annat med Dolly Parton, Chris Stapleton, Tim McGraw, Jelly Roll och Hank Williams Jr. 
F-1 Trillion är Malones första country-album, vilket markerar ett skifte mellan musikstilar för Malone, som är mest känd för sin karriär inom hiphop och pop. Albumet fick en förlängd utgåva bara några timmar efter dess ursprungliga släpp, kallad F-1 Trillion: Long Bed. Utgåvan innehåller nio extra låtar, som till skillnad från standardutgåvan inte innehåller några samarbeten med andra artister.

## Bakgrund

### Historia
Redan ett par månader innan släppet av hans debutsingel White Iverson twittrade Malone skämtsamt om en karriär inom country-genren:
WHEN I TURN 30 IM BECOMING A COUNTRY/FOLK SINGER.

- Post Malone på Twitter, 13 maj 2015
Malone fortsatte trots hans skämtsamma tweet med att släppa rap-musik. Hans tre första album, Stoney, beerbongs & bentleys och Hollywood's Bleeding klassades allihop som Hip-hop, även om vissa låtar flörtade med andra genrer. Till exempel gästades låten Take What You Want på Hollywood's Bleeding av Ozzy Osbourne och Travis Scott, och blandade därmed hårdrock med Trap och Hip-hop.
Hans nästa album Twelve Carat Toothache blev mer pop-influerat än hans tidigare släpp, vilket sedan utvecklades mer på hans femte album Austin som var nästan enbart gitarr-pop.

### Marknadsföring och släpp
I början av 2024 började Malone mer och mer prata om existensen av ett kommande studioalbum. Över sociala medier började Malone spela en ny låt, kallad I Had Some Help. Låten var ett samarbete med den amerikanska sångaren Morgan Wallen och släpptes den 10 maj som albumets första singel.
Den 19 juni avslöjades albumtiteln F-1 Trillion och dess releasedatum via billboards och sociala medier.
Albumets andra singel Pour Me a Drink, ett samarbete med Blake Shelton, släpptes den 21 juni. Med släppet avslöjades albumets omslag via sociala medier.
Den tredje singeln Guy For That med Luke Combs släpptes den 26 juli.

## Låtlista[16]
| 1.  | Wrong Ones (med Tim McGraw)              | 3:15 |
| 2.  | Finer Things (med Hank Williams Jr.)     | 3:05 |
| 3.  | I Had Some Help (med Morgan Wallen)      | 2:58 |
| 4.  | Pour Me a Drink (med Blake Shelton)      | 3:15 |
| 5.  | Have The Heart (med Dolly Parton)        | 3:03 |
| 6.  | What Don't Belong to Me                  | 3:27 |
| 7.  | Goes Without Saying (med Brad Paisley)   | 3:32 |
| 8.  | Guy For That (med Luke Combs)            | 2:44 |
| 9.  | Nosedive (med Lainey Wilson)             | 3:12 |
| 10. | Losers (med Jelly Roll)                  | 3:29 |
| 11. | Devil I've Been (med ERNEST)             | 3:02 |
| 12. | Never Love You Again (med Sierra Ferell) | 3:06 |
| 13. | Missin' You Like This (med Luke Combs)   | 3:42 |
| 14. | California Sober (med Chris Stapleton)   | 3:24 |
| 15. | Hide My Gun (med HARDY)                  | 3:40 |
| 16. | Right About You                          | 3:03 |
| 17. | M-E-X-I-C-O (med Billy Strings)          | 2:35 |
| 18. | Yours                                    | 3:19 |

## F-1 Trillion: Long Bed[17]
F-1 Trillion: Long Bed är en förlängd utgåva av albumet, släppt 16 augusti 2024, endast timmar efter albumets ursprungliga släpp.
| 19. | Fallin' In Love        | 2:51 |
| 20. | Dead At The Honky Tonk | 3:33 |
| 21. | Killed A Man           | 3:06 |
| 22. | Ain't How It Ends      | 3:21 |
| 23. | Hey Mercedes           | 3:22 |
| 24. | Go To Hell             | 4:27 |
| 25. | Two Hearts             | 3:26 |
| 26. | Who Needs You          | 2:49 |
| 27. | Back To Texas          | 2:47 |

## Mottagande

### Omdömen
F-1 Trillion har generellt sett blivit positivt mottaget. På Metacritic har albumet 72 poäng av 100 möjliga. Rolling Stone gav albumet 3,5 av 4, och noterade Never Love You Again, Missin' You Like This och M-E-X-I-C-O som albumets bästa. Clash Magazine gav albumet 7 av 10 och kallade det "ett kärleksbrev till genren".
I Sverige var recensenterna däremot mer tveksamma. Markus Larsson på Aftonbladet gav albumet 2 av 5. Vissa låtar och samarbeten lyftes fram som bra, men albumet kallades också förutsägbart.

### Publikt mottagande
Trots det stora skiftet i sound för Malone så blev F-1 Trillion populär bland publiken. Samtliga av albumets singlar nådde Billboard Hot 100. I Had Some Help tillsammans med Morgan Wallen toppade listan i sex veckor och spenderade sammanlagt 13 veckor där. Även Pour Me a Drink med Blake Shelton nådde Hot 100 och låg kvar i sju veckor, som högst på plats 12. Dessutom låg Guy For That på listan i två veckor, som högst på plats 17.